# Turčok
Turčok este o comună slovacă, aflată în districtul Revúca din regiunea Banská Bystrica. Localitatea se află la altitudinea de 336 m deasupra n.m., se întinde pe o suprafață de 14,78 km2 și în 2017 număra 295 de locuitori. Se învecinează cu comuna Sirk.

## Istoric
Localitatea Turčok este atestată documentar din 1427.

## Demografie
| An:                | 1994 | 2004   | 2014    | 2024   |
| ------------------ | ---- | ------ | ------- | ------ |
| Număr de persoane: | 230  | 239    | 274     | 278    |
| Diferență:         |      | +3,91% | +14,64% | +1,45% |

| An:                | 2023 | 2024   |
| ------------------ | ---- | ------ |
| Număr de persoane: | 275  | 278    |
| Diferență:         |      | +1,09% |